# شقران إبري
شقران إبري (الاسم العلمي: Puccinia aculeata) هو نوع من الفطريات يتبع جنس الشقران من الفصيلة الشقرانية.